# Землетрясение на Камчатке (2010)
Землетрясение магнитудой 6,3 произошло в пятницу 30 июля 2010 года в 03:56:13 (UTC) у восточного побережья полуострова Камчатка, в 100,5 км к юго-востоку от Петропавловска-Камчатского. Гипоцентр землетрясения располагался на глубине 23,0 километров.
Землетрясение ощущалось в Петропавловске-Камчатском. В результате землетрясения сообщений о жертвах и разрушениях не поступало. Предупреждение о цунами не объявлялось.
Прогноз и мониторинг признаков землетрясения осуществлён группой экспертов и специалистов Научного центра оперативного мониторинга Земли (НЦ ОМЗ), Центра «Прогноз» Тульского госуниверситета и дистантной школы «Космометеотектоника» (Петропавловск-Камчатский).

## Форшоки и афтершоки
Геофизической Службой РАН были зарегистрированы 2 форшока: с магнитудой 4,6 за 2 часа до основного толчка и с магнитудой 4,2 за 26 часов до основного толчка и 1 афтершок с магнитудой 5,9 через 32 минуты после основного толчка.
| N        | Дата & Время (GMT)    | Широта град. | Долгота град. | Глубина км | К-во станций | Ms/ N | mb/ N      | Io рассч. | Регион                          |
| 20102546 | 2010-07-29 01:39:39.0 | 52.59        | 159.95        | 40         | 16           | -     | 4.2/7/ 7   | -         | У восточного побережья Камчатки |
| 20102553 | 2010-07-30 01:48:44.0 | 52.41        | 159.91        | 50         | 15           | -     | 4.6/7/ 7   | 3         | У восточного побережья Камчатки |
| 20102556 | 2010-07-30 04:28:05.0 | 52.4         | 159.92        | 50         | 39           | -     | 5.9/17/ 17 | 5-5.5     | У восточного побережья Камчатки |

## Тектонические условия региона
Курило-Камчатская островная дуга простирается примерно на 2100 км от Хоккайдо (Япония), вдоль Курильских островов и тихоокеанского побережья Камчатки до Алеутской дуги к югу от Командорских островов (Россия). Эта островная дуга возникла там, где Тихоокеанская плита погружается в мантию под Охотскую микроплиту, предполагаемую часть более крупной плиты Северной Америки. Эта субдукция ответственна за образование цепи Курильских островов, вулканов вдоль всей дуги и глубокого Курило-Камчатского жёлоба. Относительно плиты Северной Америки Тихоокеанская плита движется на северо-запад со скоростью, от 79 мм/год вблизи северного конца дуги до 83 мм/год рядом с Хоккайдо.
В южной части Курильской дуги наклонная субдукция приводит к возникновению землетрясений в нормальных сбросах (например, событие 3 декабря 1995 магнитудой 7,9 на Курилах), так и землетрясения в параллельных сдвигах (например, землетрясение 16 октября 1994 магнитудой 6,7 на Курилах). Эта наклонная конвергенция также приводит к перемещению Курильской дуги на юго-запад и её столкновению с дугой Японских островов. Это столкновение, в свою очередь, приводит к подъёму гор Хидака и вызывает ориентированные c северо-запада на юго-восток компрессионные землетрясения на Хоккайдо.
К северу от 44° параллели, у острова Уруп, конвергенция становится преимущественно сбросовой. В этой области поперечные сечения зоны субдукции показывают чётко определенную зону Вадати — Бениофа, простирающуюся до глубины 650 км, подтверждая предположения о том, что Тихоокеанская плита является относительно старой и подвергается субдукции в течение почти 100 млн лет. По мере приближения Курильской островной дуги к северной конечной точке у берегов полуострова Камчатка, характер субдукции снова меняется из-за подводной горы Мэйдзи и влияния трансформирующего движения вдоль западного окончания Алеутской дуги. Угол субдукции уменьшается с 55 до 35 градусов в направлении с юга на север, а максимальная глубина сейсмичности уменьшается с ~600 км до ~200 км; возникает северо-западное отклонение в вулканическом фронте.
Курило-Камчатская дуга — один из самых сейсмически активных регионов мира. Деформация преобладающей плиты Северной Америки и связанных с ней микроплит вызывает землетрясения в мелкой коре, а взаимодействие горных пород на границе зоны субдукции между Тихоокеанской и Северно-Американской плитами приводит к внутриплитным землетрясениям, которые простираются от основания жёлоба до глубин 40—60 км. Зоны афтершоков сильных землетрясений примыкают друг к другу вдоль простирания дуги, но в целом не перекрываются. На участках зоны субдукции обычно происходят землетрясения постоянной мощности с довольно регулярными интервалами повторения.
Землетрясения вдоль островной дуги могут выявить сейсмические разрывы — зоны, в которых в течение аномально длительного периода времени не было больших землетрясений. В районе Курильских островов такой разрыв существует между островом Симушир и островом Онекотан, между которыми не было сильных землетрясений с 1780 года. 15 ноября 2006 года здесь произошло землетрясение магнитудой 8,3. Через несколько минут после землетрясения начали происходить афтершоки в одном или нескольких разломах вблизи Курило-Камчатского жёлоба, прилегающего к месту расположения основного толчка. 13 января 2007 года, через два месяца после события 2006 года, в этом же регионе произошло сильное землетрясение магнитудой 8,1. Поскольку событие в январе 2007 года произошло в зоне афтершоков ноябрьского землетрясения 2006 года, предполагается, что оно является результатом изменений в региональном поле напряжений после ноябрьского землетрясения, несмотря на то, что оно произошло по другой причине. Сочетание событий 2006 и 2007 годов делает их одним из крупнейших землетрясений-дублетов, которые когда-либо были зарегистрированы .
В Курило-Камчатском регионе часто возникают сильные (M≥7) и сверхсильные (M≥8) землетрясения. За 114 лет с 1900 года вдоль островной дуги произошло 133 сильных и 12 сверхсильных землетрясений. Вслед за несколькими крупными межплитными землетрясениями последовали разрушительные цунами. Так, цунами возникло во время землетрясения на Хоккайдо 25 сентября 2003 года (M8,3) и во время Итурупского землетрясения 6 ноября 1958 года магнитудой 8,4. Камчатское землетрясение магнитудой 8,4, произошедшее 3 февраля 1923 года, вызвало 8-метровое трансокеанское цунами. 13 октября 1963 года в результате землетрясения магнитудой 8,5 у берегов острова Уруп произошло сильное цунами в Тихом океане и Охотском море с высотой волн до 4-5 метров.
Крупнейшим сверхсильным землетрясением, произошедшим в районе Курильской гряды в 20-м веке, было землетрясение 4 ноября 1952 года с магнитудой 9,0, ставшее 5-м крупнейшим зарегистрированным в истории землетрясением. За этим землетрясением последовало разрушительное цунами с высотой набегающих волн до 12 метров вдоль побережья Парамушира, которое нанесло значительный ущерб Северо-Курильску. По официальным данным, в результате цунами погибло 2336 человек. Также известно, что внутриплитные землетрясения наносят значительный ущерб. Так, 4 октября 1994 года в субдуцированной океанической литосфере Тихоокеанской плиты у побережья острова Шикотан произошло крупное (M8,3) внутриплитное землетрясение, вызвавшее сильные колебания грунта, оползни и цунами с высотой подъема до 10 метров на острове Шикотан.
В то время как большинство крупных землетрясений вдоль Курило-Камчатской дуги происходят на малых или средних глубинах, в регионе также происходят крупные землетрясения на глубинах более 300 км. Самым значительным из этих глубокофокусных землетрясений стало землетрясение магнитудой 8,3 под Охотским морем, произошедшее 24 мая 2013 года. Это землетрясение по состоянию на конец 2019 года являлось крупнейшим в истории наблюдений глубокофокусным землетрясением. Землетрясение произошло в результате сброса в субдуцированной Тихоокеанской плите, расположенной примерно в 600 км ниже поверхности Земли, и ощущалось в том числе в Москве, примерно в 6 500 км к западу от эпицентра.